# Edifici d'habitatges a la rambla d'Aragó i carrer Joan Baget (Lleida)
Edifici d'habitatges a la rambla d'Aragó i carrer Joan Baget és una obra de Lleida protegida com a bé cultural d'interès local.

## Descripció
Habitatge en cantonera, de planta baixa i quatre pisos. La façana presenta una certa contradicció: d'una part, emfatitza la cantonera -cúpula i cornisa- i, de l'altra, la dilueix amb un tractament del parament prou repetitiu.
Compta amb murs de càrrega, forjat, revoltó i biguetes metàl·liques. Motllures i elements singulars de pedra. Balconades de ferro i paviment de marbre.

## Història
És de remarcar el tractament unitari que rep la façana, trencant amb els conceptes que degradaven el volum i la decoració en alçada.